# سومكا
حزب سومكا (بالفارسية: حزب سوسیالیست ملی کارگران ایران) كان مجموعة إيرانية من النازيون الجدد وهي بالعربية حزب العمال القومي الاشتراكي الإيراني.

## التأسيس
تشكلت المجموعة في عام 1952 من قبل داؤود منشى زاده، وهو أستاذ في جامعة لودفيغ ماكسيميليان في ميونخ، وقد خدم مع الوحدة الوقائية التي كانت منظمة تتبع الحزب النازي الألماني وأصيب أثناء القتال في برلين. أصبح منشى زاده أستاذ الدراسات الفارسية في جامعة الإسكندرية وجامعة أوبسالا. ومع بناء قاعدة دعم طفيفة في الجامعات الإيرانية، لم يدم الحزب طويلًا. زُعم أن محمد رضا بهلوي يمول الحزب لبعض الوقت بشكل مباشر. وفرت حكومة الولايات المتحدة التمويل أيضًا بشكل غير مباشر من قبل.

## التطوير
جذبت المجموعة لفترة وجيزة دعم القوميين الشباب في إيران، مثل داريوش همايون، الذي انضم في وقت مبكر إلى الحزب وبرز لاحقًا. عُرِف منشى زاده بحبه لأدولف هتلر وقد كان يلقد المظهر الخارجي لهتلر ومولعًا بالعديد من طرق الحزب النازي كالعسكرة والتحية النازية. وعلى هذا الأساس اعتمدت المجموعة الصليب المعقوف والقميص الأسود جزءً من زيهم العسكري. ومع ذلك، كان معروفًا عن الحزب ولائهم لنظام الحكم الملكي وكان الحزب قد وُصف ب«عبدة الشاه».
عارض الحزب بشدة حكم محمد مصدق والمجموعة عملت جنبًا إلى جنب مع فضل الله زاهدي في معارضته لمصدق. وبالفعل في عام 1953 كان الحزب جزءً من حشد كبير من المؤيدين لزاهدي سار إلى قصر محمد رضا بهلوي مطالبين الإطاحة بمصدق. كما ارتبط اسم الحزب بالعنف في الشوارع ضد مؤيدي مصدق وحزب توده الإيراني.
في النهاية اختفى الحزب من الوجود، مع أن الكثير من أعضائه قد تم ضمهم إلى حركة آريا التي يقودها العميد حسن عرفة، وهي مجموعة عسكرية لديها إلى حد كبير بعض الميول المؤيدة للنازية.

## الوضع الحالي
لا تزال هناك جماعة تطلق على نفسها سومكا وتدعي أنها وريثة للحزب الأصلي. تعتبر الجماعة العرب عدوها الرئيسي بالإضافة إلى معاداتها للإسلام وسعيها للبقاء آرية تماشيًا مع سياسات الحزب الأصلي. هذه المجموعة غير مرتبطة مع العصبة الآرية. هذا الحزب هو ضد أي شكل من أشكال الشيوعية.

## وصلات خارجية
- علم سومكا